# فلیسیتی گیبونز
فلیسیتی گیبونز (انگلیسی: Felicity Gibbons؛ زادهٔ ۹ ژوئیهٔ ۱۹۹۴) بازیکن فوتبال اهل بریتانیا است.
وی همچنین در تیم ملی فوتبال England U19 بازی کرده‌است.